# Czarny Ostrów (przystanek kolejowy)
Czarny Ostrów (ukr. Чорний Острів, ros. Черный Остров) – przystanek kolejowy w pobliżu miejscowości Czarny Ostrów, w rejonie stryjskim, w obwodzie lwowskim, na Ukrainie. Położony jest na linii Lwów – Czerniowce.
Przystanek istniał przed II wojną światową. Nosił on już wówczas nazwę Czarny Ostrów, mimo że pobliska wieś nazywała się ówcześnie Ostrów.